# Georgie Stone (actrice)
Pour les articles homonymes, voir Georgie Stone.
Georgie Robertson Stone (née le 20 mai 2000 à Melbourne) est une actrice et défenseuse des droits des personnes transgenres australienne. À l'âge de 10 ans, Stone devient la plus jeune personne à recevoir des inhibiteurs d'hormones en Australie, ce qui crée un précédent et pousse au changement de la loi qui obligeait jusque-là les enfants transgenres et leurs familles à s'adresser au tribunal australien de la famille pour accéder à ce traitement.

## Enfance et éducation
Georgie Stone naît le 20 mai 2000 à Melbourne, en Australie, de ses parents Greg Stone et Rebekah Robertson, tous deux acteurs. Elle fréquente d'abord l'école primaire de Valkstone, puis l'Elwood College. Elle intègre un baccalauréat ès arts à l'université de Melbourne en 2019.

## Transition de genre
Stone commence à suivre un traitement d'inhibiteur d'hormones en 2011, ce qui en fait à cette époque la plus jeune personne d'Australie à avoir commencé ce traitement,. En 2015, elle commence une thérapie hormonale. Depuis 2014, elle s'exprime publiquement sur son identité de genre.

## Carrière

### Activisme
En 2014, Stone intervient dans l'émission Four Corners pour raconter ses expériences devant les tribunaux et la modification de la loi entourant l'accès des enfants transgenres aux inhibiteurs d'hormones. En février 2016, avec d'autres familles d'enfants transgenres, elle se rend à Canberra pour discuter avec des politiciens de la modification de la loi. Stone et sa mère ont été interviewées sur The Project , au sujet du projet Safe Schools Coalition Australia (en) visant à sensibiliser le monde de l'éducation aux sujets LGBT+. Plus tard la même année, Stone et sa famille sont invités sur Australian Story.
Stone lance une pétition sur change.org en août 2016 pour soutenir la réforme de la loi et obtient un peu plus de 15 000 signatures,,.
Elle s'est également prononcée en faveur du droit des enfants transgenres à utiliser les toilettes de leur choix et en soutien au Pride Center situé à St Kilda.
Elle fait partie du jury des GLOBE Community Awards 2017. Elle figure également dans la série télévisée d'ABC Me, "Conseils à mon moi de 12 ans", diffusée le 11 octobre 2017 pour la Journée internationale de la fille,. Fin 2017, elle est nommée ambassadrice du Royal Children's Hospital Gender Service à Melbourne.
En 2018, Stone devient l'ambassadrice du festival des arts et du film sur les droits humains, du Wear it Purple Day et du tournoi Pride de l'Australian Football League,,.
En 2019, elle représente la Fondation Pinnacle. Fin 2019, il est annoncé que Stone écrira et jouera dans un documentaire de 20 minutes sur sa propre vie, intitulé The Dreamlife of Georgie Stone, réalisé par Maya Newell.

### Télévision
En mars 2019, Stone intègre le feuilleton télévisé australien Neighbours dans le rôle invité de Mackenzie Hargreaves. Elle y joue le tout premier personnage transgenre de la série, qu'elle a présenté aux producteurs de la série un an plus tôt.
En septembre 2019, il est annoncé qu'elle apparaîtra dans un spin-off intitulé Neighbours: Erinsborough High, reprenant son rôle de la série principale. La série, diffusée sur My5 et 10 Play en novembre de la même année, se compose de cinq épisodes qui « explorent les problèmes qui préoccupent universellement les adolescents d'aujourd'hui – l'intimidation, la maladie mentale, la sexualité, la diversité culturelle, la pression des parents et des pairs, et les relations enseignant-élèves ». Elle rejoint ensuite le casting régulier de la série. Elle co-écrit un épisode de Neighbours avec le producteur exécutif Jason Herbison, qui est diffusé en juillet 2020.
Pour sa performance, elle est nommée au prix de « Best Daytime Star » aux Inside Soap Awards 2020.

## Filmographie

### Télévision
- 2014 : Four Corners : Elle-même
- 2016 : Australian Story : Elle-même
- 2019–présent : Neighbours : Mackenzie Hargreaves[32]
- 2019 : Neighbours: Erinsborough High : Mackenzie Hargreaves[33]

## Récompenses et nominations
En 2016, elle remporte le prix GLBTI Person of the Year des GLOBE Community Awards, et le prix Making a Difference de la Commission anti-diffamation, devenant la plus jeune récipiendaire des deux récompenses. Elle figure dans la liste des « 25 Australiens LGBTI à surveiller en 2017 » du Gay News Network fin 2016. Le 26 octobre 2017, elle remporte le prix de Jeune australien de l'année à Victoria,. Elle remporte le Human Rights Awards le 8 décembre 2017,. En 2020, elle devient médaillée de l'Ordre de l'Australie,.
| Année | Organisation                                               | Prix                              | Référence |
| ----- | ---------------------------------------------------------- | --------------------------------- | --------- |
| 2016  | Prix GLBTI Person of the Year des GLOBE Community Awards   | Lauréate                          | [ 44 ]    |
| 2016  | Prix Making a Difference de la Commission anti-diffamation | Lauréate                          | [ 45 ]    |
| 2017  | Young Voltaire Award, Liberty Victoria                     | Lauréate                          | [ 46 ]    |
| 2017  | Human Rights Awards                                        | Lauréate                          | [ 47 ]    |
| 2018  | Young Australian of the Year                               | Lauréate                          | [ 48 ]    |
| 2018  | Young Australian of the Year                               | Nomination                        | [ 49 ]    |
| 2018  | Prix australien LGBTI                                      | Nomination                        | [ 50 ]    |
| 2019  | Prix australien LGBTI                                      | Lauréate                          | [ 51 ]    |
| 2019  | Channel 7 Young Achiever Awards                            | Lauréate                          | [ 52 ]    |
| 2020  | Inside Soap Awards                                         | Best Daytime Star pour Neighbours | [ 53 ]    |